# Irton Marx
Irton Marx (Hamburgo, 1 de outubro de 1947) é um jornalista, político e ativista brasileiro. Ficou conhecido por organizar a República do Pampa, um movimento a favor da separação do Rio Grande do Sul e de Santa Catarina do resto do Brasil, formando a República Democrática do Rio Grande.

## Vida pessoal
Nascido em Hamburgo, na Alemanha, durante a ocupação britânica, Irton foi para Santa Cruz do Sul em 1947, com apenas 11 meses e 4 dias de vida. Junto com o irmão mais velho, além de outros dois nascidos no Brasil, cresceu na região onde fica um quartel – no qual, inclusive, prestou serviço militar em 1966. Seus pais trabalhavam em empresas de tabaco e, devido à perseguição contra imigrantes germânicos desde a Segunda Guerra Mundial, eram discretos sobre as origens da família. Desde 2020 é aposentado, dedicando-se à jardinagem, leitura, e ao cuidado de animais resgatados da rua. Em 2024 sofreu um grave acidente de trânsito, do qual se recuperou.

## Vida política

### Separatismo
Irton Marx é o autor do livro Vai nascer um novo país: República do Pampa Gaúcho, sobre a separação do Rio Grande do Sul. O separatismo pelo qual Marx advoga possuiu episódios relevantes no Rio Grande do Sul, como a Revolução Farroupilha, porém, desde a formação de um governo central forte, movimentos de secessão eram classificados como sonhadores ou lunáticos. O movimento de Marx ganhou notoriedade, contudo, ao criar um mapa do que seria um novo país no território do Rio Grande do Sul, o que chamou atenção da mídia, e posteriormente, do governo federal - em 1993, uma reportagem do Fantástico, o programa de televisão mais assistido do Brasil à época, trouxe atenção ao movimento de Marx, o que levou o então presidente da república Itamar Franco a mobilizar a polícia federal para intervir e investigar o movimento de Marx. A polícia apreendeu material separatista e também o próprio Marx, para inquérito.
Tanto Marx como seu movimento separatista foram acusados de racismo pela mídia brasileira, inclusive na reportagem do Fantástico que deu notoriedade a Marx.:69 Uma reportagem da Folha de S.Paulo, de 1993, escrevendo a respeito do movimento de Marx, afirma que "não deve causar qualquer efeito na sensibilidade animalesca dos arianos do sul", aos quais atribuí como objetivo "perpetuar a monotonia loiríssima dos cabelos da gente e a farta cabeleira dos campos de trigo da paisagem sulista".:69 Para além de Marx e o separatismo, a mídia brasileira retratava, à época, a população descendente de alemães do sul do país como racista, de forma geral. Uma reportagem da revista Veja, de 1990, tratando da eleição ao governo do estado do Rio Grande do Sul daquele ano, em que concorreu e venceu Alceu Collares, negro, escreveu que "alemães e italianos jamais dariam seu voto ao candidato negro". Os jornais Zero Hora e Correio do Povo escreveram de forma semelhante: "Marchezan, preferido dos "alemães" [...] conservadorismo, tradição ou até mesmo racismo, estes podem ser alguns dos fatores que influenciaram para que o candidato Alceu Collares fosse derrotado na maioria das cidades de colonização alemã do estado".:68 Na cidade de Marx, Collares foi o candidato mais votado no segundo turno das referidas eleições.:69 No mesmo contexto, trabalhos acadêmicos buscam ligar Marx e o separatismo sulista de forma geral ao nazismo, enquanto outros criticam a falta de comprovação da suposta relação.:71

### Carreira política
Marx teve sucesso limitado nas urnas. Nas eleições municipais de Santa Cruz do Sul de 1988, recebeu apenas 0,8% dos votos.:69 Já nas eleições municipais de 2020, recebeu 0,46% dos votos, ficando em último lugar. Porém, foi eleito vereador nas eleições municipais de 2004, sendo o mais votado.
Marx ainda foi candidato a deputado estadual em 2010 pelo Partido da República (Partido Liberal), mas não se elegeu. Revelou ainda, em 2020, que desejaria se candidatar a governador do Rio Grande do Sul.
Em 2006 foi agredido pelo deputado Sérgio Moraes por causa de uma reportagem feita a respeito de seu pai. Em outro caso envolvendo Moraes, Marx foi condenado a 10 meses de prisão em regime fechado por crime contra a honra. Foi preso em maio de 2017 enquanto andava na rua após ser reconhecido por policial já com mandado de prisão emitido em seu nome enquanto filiado ao PSDB.